# Nedsia fragilis
Nedsia fragilis is een vlokreeftensoort uit de familie van de Eriopisidae. De wetenschappelijke naam van de soort is voor het eerst geldig gepubliceerd in 1996 door Bradbury & Williams.